# Зубаревка (Звіриноголовський округ)
Зу́баревка (рос. Зубаревка) — присілок у складі Звіриноголовського округу Курганської області, Росія.
Населення — 156 осіб (2010, 258 у 2002).
Національний склад станом на 2002 рік:
- росіяни — 77 %